# Giuseppe Bognanni
Giuseppe Bognanni (ur. 18 lipca 1947 w Riesi) – włoski zapaśnik w stylu klasycznym.
Na Igrzyskach Olimpijskich w Monachium w 1972 zdobył brązowy medal w wadze muszej (do 57 kg). Do jego osiągnięć należy także brązowy medal mistrzostw Europy w wadze koguciej (Modena 1969). 